# Pīrjad
Pīrjad (persiska: Pīrjad-e Pā’īn, Pīrjerd, پیرجرد, پيرجد, قريه صاحب الزمان) är en ort i Iran.   Den ligger i provinsen Lorestan, i den västra delen av landet, 400 km sydväst om huvudstaden Teheran. Pīrjad ligger 1 500 meter över havet och antalet invånare är 691.
Terrängen runt Pīrjad är lite bergig.Runt Pīrjad är det ganska tätbefolkat, med 72 invånare per kvadratkilometer. Närmaste större samhälle är Pol-e Bābā Ḩoseyn, 8,7 km nordväst om Pīrjad. Omgivningarna runt Pīrjad är i huvudsak ett öppet busklandskap.